# Ilka Wolf
Pour les articles homonymes, voir Wolf.
Ilka Wolf (née le 12 juillet 1986 à Wolmirstedt) est une chanteuse allemande.

## Biographie
La famille d'Ilka Wolf s'installe près de Chemnitz lorsqu'elle a deux ans. Enfant, elle apprend l'accordéon, le chant classique et le piano. À 15 ans, elle prend des cours de danse classique et jazz au Studio W.M. Chemnitz. La même année, elle a son premier engagement à l'opéra de Chemnitz comme la deuxième génie de Der Zauberflöte zweyter Theil. Das Labyrinth.
En 2003, elle joue une étudiante dans Fame – das Musical ; en même temps, elle reste présente à l'opéra de Chemnitz. En 2005, elle obtient l'abitur et étudie un an à l'université technique de Dresde la germanistique et le tchèque. Un an plus tard, elle est engagée comme danseuse au Eduard-von-Winterstein-Theater à Annaberg-Buchholz. Cependant elle suit une formation de trois ans à la Joop van den Ende Academy, où elle réussit l'examen de comédienne musicale.
Pendant sa formation, elle interprète Frenchy lors de la tournée allemande de Grease et a d'autres engagements comme comédienne dans Blue Jeans et actrice dans La Strada.
Elle commence peu après une publication discographique avec Tatsächlich Liebe comme premier titre de son premier album Einfach Liebe, sorti le 10 mai 2013. En 2014, elle participe à la tournée allemande de Richard Clayderman.
Elle apparaît à la télévision dans Die Schlager des Jahres 2013 animé par Bernhard Brink et trois fois dans Immer wieder sonntags par Stefan Mross (2013, 2014, 2015).
Du 26 au 28 janvier 2016, elle participe à une croisière de trois jours de Copenhague à Oslo avec plusieurs artistes allemands. La chaîne de télévision danoise dk4 enregistre le spectacle.

## Discographie
Singles
- Tatsächlich Liebe (14 décembre 2012)
- Du sollst es sein (22 mars 2013)
- Lass uns lieben (14 juin 2013)
- Küss mir den Regen von der Seele (4 octobre 2013)
- Alles Deins (26 juin 2015)
- Kalt, warm, heiß! (29 janvier 2016)

Album
- Einfach Liebe (10 mai 2013)